# Келим (трактат)
«Келим», (мн. ч., др.-евр. כלים‬, kelim; буквально «сосуды») — трактат Мишны, первый в разделе «Техарот». Содержит законы ритуальной чистоты применительно к всякого рода домашней утвари.

## Предмет рассмотрения
В Моисеевом законе вопросу о ритуальной нечистоте сосудов посвящено несколько отрывков, разбросанных по разным местам Пятикнижия:

И всё, на что упадет которое-нибудь из них [нечистых пресмыкающихся животных] мертвое, всякий деревянный сосуд, или одежда, или кожа, или мешок, и всякая вещь, которая употребляется на дело, будут нечисты: в воду должно положить их, и нечисты будут до вечера, потом будут чисты; если же которое-нибудь из них упадет в какой-нибудь глиняный сосуд, то находящееся в нем будет нечисто, и самый [сосуд] разбейте. Всякая пища, которую едят, на которой была вода [из такого сосуда], нечиста будет [для вас], и всякое питье, которое пьют, во всяком [таком] сосуде нечисто будет. Всё, на что упадет что-нибудь от трупа их, нечисто будет: печь и очаг должно разломать, они нечисты.
— Лев. 11:32—35

всякая постель, на которой ляжет имеющий истечение, нечиста, и всякая вещь, на которую сядет [имеющий истечение семени], нечиста; глиняный сосуд, к которому прикоснется имеющий истечение, должно разбить, а всякий деревянный сосуд должно вымыть водою [и будет чист].
— Лев. 15:4, 12

Вот закон: если человек умрет в шатре, то всякий, кто придет в шатер, и все, что в шатре, нечисто будет семь дней; всякий открытый сосуд, который не обвязан и не покрыт, нечист.
— Чис. 19:14, 15

всякий, убивший человека [на войне] и прикоснувшийся к убитому, очиститесь в третий день и в седьмой день, вы и пленные ваши; и все одежды, и все кожаные вещи, и все сделанное из козьей [шерсти] (буквально «из коз»), и все деревянные сосуды очистите. Золото, серебро, медь, железо, олово и свинец, и все, что проходит через огонь, проведите через огонь, чтоб оно очистилось.
— Чис. 31:19, 20, 22, 23
Слово כלי (кели, мн. ч. «келим») в узком смысле означает «сосуд» (от כולו‬ — вместить), в широком смысле — «вещь», «изделие». Точное значение слова устанавливается только из контекста.
Исходя из всего этого, галаха делает несколько основных выводов:
- Принимать ритуальную нечистоту могут изделия из глины, дерева, кожи, ткани, металла, а также кости (выведено путём толкования выражения «из коз» в Чис. 31:20). Позднее в список добавлены изделия из стекла.
- Ритуальную нечистоту принимают только вещи, которые «употребляются на дело» (Лев. 11:32), то есть, не испорченные, не разбитые и т. п.
- Глиняные сосуды находятся в особом положении: они не подлежат очищению, но зато не оскверняются будучи закупоренными.
- Изделия из глины, дерева, кожи, а по аналогии также из кости и стекла принимают нечистоту только если они являются сосудами в узком смысле, то есть переносными вместилищами, подобно «мешку» (Лев. 11:32).
- Предметы, предназначенные, чтобы на них опираться (сидеть, лежать) принимают ритуальную нечистоту от «имеющих истечение».
- Предметы, сделанные из веществ, не упомянутых в законе, нечистоту не воспринимают. К этим веществам относятся, например, камень, почва, навоз, кожа и кости морских животных (вводится принцип «Всё, что в море, чисто»).

Таким образом, каждая конкретная вещь может принимать, либо не принимать ритуальную нечистоту того или иного вида. Способность вещей принимать ритуальную нечистоту и является предметом рассмотрения трактата. А поскольку в качестве этой вещи может выступать любой предмет домашнего обихода: посуда, мебель, одежда и пр., а также всякого рода орудия труда: принадлежности земледелия, инструменты ремесленные, музыкальные, хирургические и т. д., — то все эти указанные предметы подробно исчисляются в трактате и разбираются с точки зрения их материала, внешней формы и способа употребления, так что получается полное изображение всей жизненной обстановки древнего еврея эпохи составления Мишны; таким образом, этот трактат, независимо от своего ритуального значения, представляет также большой исторический интерес. Наибольшие трудности в понимании текста вызывает не религиозный, а именно историко-этнографический аспект, так как бывает сложно установить, что из себя представлял описанный в трактате тот или иной предмет обихода.

## Содержание
Трактаи «Келим» состоит из 30 глав и 254 параграфов. Это крупнейший трактат в Мишне, далеко превосходящий по объёму остальные.
- Первая глава является вводной, в ней излагается классификация всех так называемых «источников нечистоты» с указанием особенностей каждой отдельной группы[1]. В противоположность этому исчисляются 10 степеней святости, присущих разным местам в Палестине — одни из этих мест недоступны только для высших степеней нечистоты, другие — и для низших[1].
- Вторая — четвёртая главы посвящены глиняным сосудам. Мишна приводит перечень длинного ряда разной глиняной утвари (больше 40 наименований), разбирая, с точки зрения их формы и назначения, насколько тот или другой предмет способен к восприятию нечистоты, и какой он должен получить изъян, чтобы освободиться от неё[1]. В последующих главах все другие изделия рассматриваются с этой же точки зрения.
- Пятая — девятая главы посвящены детальному разбору разных печей и очагов[1]. Отсюда мы узнаём о попытках изобрести невосприимчивую к нечистоте печь и о создании разборных печей (так как единственный способ очистить печь от ритуальной нечистоты — это разобрать и собрать заново).[1]
- Глава десятая  включает правила о герметически закрытых сосудах. Разъясняется, что закрытый сосуд спасает от нечистоты содержимое, если он сделан из глины, либо из невосприимчивого к нечистоте материала.
- Главы одиннадцатая — четырнадцатая посвящены изделиям из металла. Число описываемых в трактате металлических предметов чрезвычайно велико.[1].
- Глава пятнадцатая рассматривает вопрос о способе использования различных предметов: в зависимости от их использования предметы могут воспринимать, либо не воспринимать ритуальную нечистоту. Например, стационарная мебель чиста, а переносная восприимчива.
- Глава шестнадцатая посвящена изделиям из дерева и, попутно, кожи (последние рассматриваются подробно в 26-й главе).
- Глава семнадцатая описывает единицы измерения.
- Главы восемнадцатая — двадцатая посвящены нечистоте опоры (מדרס, мидрас) применительно к ложам. Приводится способ очищения кровати — разборка с последующей сборкой.
- Глава двадцать первая описывает устройство ткацкого станка, плуга и пилы.
- Главы двадцать вторая — двадцать третья посвящены нечистоте столов и сидений.
- Глава двадцать четвёртая занимает особое положение. Она не содержит в себе новой информации и построена на том, что в каждом её параграфе приводится по три примера похожих вещей, каждая из которых имеет разную восприимчивость к нечистоте. Каждый параграф главы заканчивается словами טהור(ה) מכלום — «полностью чист(а)», последний параграф — словом טהור — «чисто». Это считается хорошим знаком, по этой причине 24-ю главу Мишны изучают в память об умерших.
- Глава двадцать пятая определяет понятия внешней и внутренней сторон сосуда. Это важно по причине введённого раввинами облегчения: если внешность сосуда осквернилась нечистой жидкостью, внутренность считается чистой.
- Глава двадцать шестая посвящена изделиям из кожи.
- Главы двадцать седьмая — двадцать девятая посвящены одежде, тканям и нитям.
- Глава тридцатая трактует об изделиях из стекла[1].

Трактат имеет оригинальное окончание, аналог которого нигде более не встречается. Вслед за последней фразой — והאפרכס של זכוכית, טהורה («стеклянная воронка чиста») приводится высказывание рабби Иосе: אשריך כלים, שנכנסת בטומאה, ויצאת בטהרה («Блажен ты, „Келим“! ты открылся нечистотой, а кончился чистотой!») Из этого видно, что трактат "Келим" был составлен в школе рабби Иосе, следовательно, раньше других трактатов Мишны (составитель Мишны Иехуда ха-Наси был его учеником).

## Толкования и комментарии
Трактат «Келим», кроме Мишны, имеется в Тосефте; причём, ввиду большого объёма, там он подразделяется на три части, или «бабот» (ותבב‬ = «врата»): «Баба-Кама» (из 7 глав), «Баба-Мециа» (11 глав) и «Баба-Батра» (7 глав) — аналогично тому, как был разделён трактат «Незикин». Гемары к трактату нет, однако, вопросы нечистоты сосудов активно обсуждаются в разных частях Вавилонского талмуда.
Из многочисленных комментариев к этому трактату особое значение имеют толкования Маймонида и Самсона из Санса. Последний цитирует из Тосефты и из других трактатов обоих Талмудов всё, что может служить к разъяснению «Келим».
В новейшее время радинский цадик Ханех Гершон составил интересный труд «Sidеre Tahare» (Юзефов, 1873 г.), представляющий как своим внешним видом, так и содержанием полную Гемар на трактат «Келим» с двумя комментариями — наподобие Раши и Тосафот. В тексте автор от себя ничего не прибавляет; он только тщательно собрал из обширной талмудической литературы всё, что относится к тексту Мишны «Келим», придав своей компиляции внешнюю форму вавилонской Гемары, что вызвало резкую оппозицию со стороны многих раввинов, усмотревших в этом факте профанацию подлинной Гемары.